# 2007年亞洲冬季運動會日本代表團
2007年亞洲冬季運動會日本代表團是日本派出的2007年亞洲冬季運動會代表團。代表团共派出100名运动员参加11个大项的比赛，最终队伍获得13枚金牌、9枚银牌和14枚铜牌，排名奖牌榜第2位。